# 陇海东路站
陇海东路站是郑州地铁2号线的地铁车站，位于中华人民共和国河南省郑州市管城回族区陇海路与紫荆山路交叉口南侧，在2016年8月19日随着郑州地铁2号线一期的开通而投入使用。

## 車站結構
陇海东路站的主体结构设于陇海东路与紫荆山路交叉口南侧的紫荆山路地下，呈南北走向。车站为地下二层车站，B1层为站厅层，B2层为站台层。
| 1F  | 地面     | 所有出入口                                       | 所有出入口                                       | 所有出入口                                       |
| B1F | 站厅     | 客服中心、自动售票机、行李检查、闸机、车站控制室 | 客服中心、自动售票机、行李检查、闸机、车站控制室 | 客服中心、自动售票机、行李检查、闸机、车站控制室 |
| B2F | █ 2号线  | 往贾河方向（东大街）                             | 往贾河方向（东大街）                             | 往贾河方向（东大街）                             |
| B2F | 岛式站台 | 卫生间                                           | 至站厅                                           |                                                  |
| B2F | █ 2号线  | 往南四环/城郊线郑州航空港站方向（二里岗）        | 往南四环/城郊线郑州航空港站方向（二里岗）        | 往南四环/城郊线郑州航空港站方向（二里岗）        |

### 站厅与装饰
陇海东路站的站厅位于B1层，设有客服中心、自动售票机、行李检查等设施。站厅由闸机和栏杆分隔为付费区和非付费区，付费区内设有自动扶梯、步梯和无障碍电梯连接站台层。车站控制室设于站厅北端近D口通道处。
该站為2號線一期工程6座設有文化牆的車站之一，在站厅設有名為《祈·佑》的文化牆，主題為石刻文化。該作品由鄭州市雕塑壁畫院設計，總長15米，高3.2米
。作品由黄金麻石材浮雕製作而成，糅合了中國著名的石窟藝術和石刻精品，進行重新疊加、組合，同時充分表現了本地石刻元素。文化牆最大的面積留給了龍門石窟。構圖上，作者趙靜利用佛教畫中常見的升騰煙霧，對畫面進行分割、分層，讓人有種「撥開雲霧見月明」的感覺。處於作品視覺中心的是敦煌的彩色壁畫。整件作品從左到右分別是樂山大佛、鄭州博物館的武士雕像、滎陽大海寺菩薩、雲岡石窟、麥積山石窟、大足石刻、鞏縣石窟、敦煌石窟、敦煌石窟蓮座、龍門石窟。

### 站台
陇海东路站设一座岛式站台，位于B2层，安装有高站台门。站台呈南北向，西侧站台面由2号线下行（南四环/城郊线郑州航空港站方向）列车使用，东侧站台面由2号线上行（贾河方向）列车使用。在站台北端设有卫生间。

### 出入口
陇海东路站设A、B、C、D共4个出入口，连接地面与站厅的非付费区。其中A、D口位于紫荆山路东侧，B、C口位于紫荆山路西侧，D口设有无障碍电梯。
该站各出入口信息如下表所示。
| 紫荆山路陇海路 | 紫荆山路陇海路   | 紫荆山路陇海路 | 紫荆山路陇海路 | 紫荆山路陇海路 |
| 编号           | 路线             | 路线           | 路线           | 备注           |
| -------------- | ---------------- | -------------- | -------------- | -------------- |
| 13             | 苏庄             | ⇆              | 火车站         | B5路支线       |
| 38             | 姚庄公交站       | ⇆              | 火车站         | B5路支线       |
| G62            | 东赵公交站       | ⇆              | 环翠路公交站   |                |
| G78            | 森林湖公交站     | ⇆              | 航海路中州大道 |                |
| G86            | 经南五路公交站   | ⇆              | 建设路国棉六厂 |                |
| 292            | 金祥路公交站     | ⇆              | 陇海路新郑路   |                |
| 518            | 姚庄公交站       | ⇆              | 火车站北港湾   |                |
| S162           | 佛岗村公交站     | ⇆              | 城南路城东路   |                |
| Y16            | 紫荆山南路南四环 | ⇆              | 紫荆山路顺河路 | 夜间服务       |

| 紫荆山路陇海路站 | 紫荆山路陇海路站 | 紫荆山路陇海路站 | 紫荆山路陇海路站 | 紫荆山路陇海路站 |
| 编号             | 路线             | 路线             | 路线             | 备注             |
| ---------------- | ---------------- | ---------------- | ---------------- | ---------------- |
| B5               | 陇海西路西三环   | ⇆                | 郑州东站         |                  |